# Pardoxia hampsoni
Pardoxia hampsoni är en fjärilsart som beskrevs av Embrik Strand 1917. Pardoxia hampsoni ingår i släktet Pardoxia och familjen trågspinnare. Inga underarter finns listade i Catalogue of Life.